# Aéreo Servicio Guerrero
Aéreo Servicio Guerrero S.A. de C.V. es una línea aérea mexicana fundada en 1997, que tiene como base el Aeropuerto Internacional General Ignacio Pesqueira García, de  Hermosillo, Sonora, México. Realiza vuelos regulares a destinos de la Península de Baja California y el Estado de Sonora, además de vuelos chárteres y taxi aéreo.
Últimamente la empresa se encuentra trabajando en Baja California Sur debido a la demanda de sus clientes conservando sus rutas y creando otras nuevas; de esta manera mantiene conectada a Baja California Sur con el macizo continental.

## Destinos
En temporadas altas, Aéreo Servicio Guerrero da servicio a 15 destinos.
| Centro de conexión |
| Destino estacional |
| Próximo destino    |
| Destino finalizado |

## Flota
La flota actual de ASG es la siguiente.

## Accidentes e incidentes
- El 14 de octubre de 2013 una aeronave Cessna 208-B Grand Caravan con matrícula XA-TXM de Aéreo Servicio Guerrero con 14 personas a bordo que cubría un vuelo entre el Aeropuerto de los Mochis y el Aeropuerto de Ciudad Constitución con escala en el Aeropuerto de Loreto, se estrelló en la Sierra de la Giganta cuando cubría el último tramo de su ruta. Se presume que volaba a baja altitud debido al mal clima derivado de la Tormenta tropical Octave. Ninguno de los 13 pasajeros ni el piloto sobrevivieron.[7][8]